# تپه اسکی آغ میان
تپه اسکی آغ میان مربوط به سده‌های اولیه و متاخر دوران‌های تاریخی پس از اسلام است و در شهرستان اردبیل، بخش مرکزی، دهستان سردابه، روستای عموقین واقع شده و این اثر در تاریخ ۲۷ بهمن ۱۳۸۷ با شمارهٔ ثبت ۲۴۵۳۵ به‌عنوان یکی از آثار ملی ایران به ثبت رسیده است.